# Q36.5 Continental Team
El Q36.5 Continental Team, anteriorment conegut com a Dimension Data for Qhubeka, és un equip ciclista. Creat el 2016 com l'equip filial del Team Dimension Data, té categoria continental i participa principalment en curses de l'UCI Àfrica Tour. Des del 2023 és l'equip filial de l'equip Q36.5 Pro Cycling Team.

## Principals victòries
- Tour de Ruanda: Valens Ndayisenga (2016), Joseph Areruya (2017), Samuel Mugisha (2018)
- Tour de Limpopo: Samuele Battistella (2019)

## Campionats nacionals
- Campionat de Sud-àfrica en ruta: 2021 (Marc Pritzen) i 2023 (Travis Stedman)
- Campionat de Ruanda en ruta: 2016 (Bonaventure Uwizeyimana)

## Classificacions UCI
L'equip participa en els circuits continentals i principalment a les proves de l'UCI Àfrica Tour. La taula presenta les classificacions de l'equip i el millor ciclista en la classificació individual.
UCI Àfrica Tour
| Temporada | Classificació per equips | Millor ciclista en la classificació individual |
| --------- | ------------------------ | ---------------------------------------------- |
| 2016      | 4t                       | Amanuel Gebrezgabihier (15è)                   |
| 2017      | 2n                       | Joseph Areruya (13è)                           |
| 2018      | 7è                       | El Mehdi Chokri (30è)                          |
| 2019      | -                        | Natnael Tesfatsion (25è)                       |
| 2020      | -                        | Natnael Tesfatsion (3r)                        |
| 2021      | -                        | Marc Pritzen (15è)                             |
| 2022      | -                        | Negasi Abreha (93è)                            |
| 2023      | -                        | Hamza Amari (11è)                              |

UCI Àsia Tour
| Temporada | Classificació per equips | Millor ciclista en la classificació individual |
| --------- | ------------------------ | ---------------------------------------------- |
| 2016      | 80è                      | Stefan de Bod (327è)                           |

UCI Europa Tour
| Temporada | Classificació per equips | Millor ciclista en la classificació individual |
| --------- | ------------------------ | ---------------------------------------------- |
| 2016      | 94è                      | Ryan Gibbons (598è)                            |
| 2017      | 93è                      | Joseph Areruya (1.537è)                        |
| 2018      | 78è                      | Matteo Sobrero (343è)                          |
| 2019      | 25è                      | Samuele Battistella (203è)                     |
| 2020      | 29è                      | Leonardo Marchiori (1.455è)                    |
| 2021      | 39è                      | Antonio Puppio (362è)                          |
| 2022      | 66è                      | Nicolò Parisini (706è)                         |

UCI Oceania Tour
| Temporada | Classificació per equips | Millor ciclista en la classificació individual |
| --------- | ------------------------ | ---------------------------------------------- |
| 2019      | -                        | Connor Brown (61è)                             |
| 2020      | -                        | Connor Brown (61è)                             |
| 2021      | -                        | Drew Christensen (80è)                         |